# Spéciation parapatrique

Diagramme représentant une population soumise à un gradient sélectif de fréquences phénotypiques ou génotypiques (un cline). Chaque extrémité du gradient connaît différentes conditions sélectives (sélection divergente). L'isolement reproducteur se produit lors de la formation d'une zone hybride. Dans la plupart des cas, la zone hybride peut être éliminée en raison d’un désavantage sélectif. Ceci achève effectivement le processus de spéciation.

En spéciation parapatrique, deux sous-populations d'une espèce développent un isolement reproducteur tout en continuant d'échanger des gènes. Ce mode de spéciation présente trois caractéristiques distinctives: 1) l'accouplement a lieu de manière non aléatoire, 2) le flux de gènes a lieu de manière inégale et 3) des populations existent dans des zones géographiques continues ou discontinues. Cette répartition peut être le résultat d’une dispersion inégale, d’obstacles géographiques incomplets ou d’expressions de comportement divergentes, entre autres. La spéciation parapatrique prédit que des zones hybrides existeront souvent à la jonction entre les deux populations. 
En biogéographie, les termes parapatrique et parapatrie sont souvent utilisés pour décrire la relation entre des organismes dont les aires de répartition ne se chevauchent pas de manière significative mais qui sont immédiatement adjacentes les unes aux autres ; ces aires ne se produisent pas ensemble sauf dans une zone de contact étroite. La parapatrie est une distribution géographique opposée à la sympatrie (même zone) et à l’allopatrie ou à la périphérie (deux cas similaires de zones distinctes). 
Diverses « formes » de parapatrie ont été proposées et sont discutées ci-dessous. Jerry Coyne (en) et Orr dans Speciation classent ces formes en trois groupes: clinal (gradients environnementaux), « tremplin » (populations discrètes) et spéciation stasipatrique conformément à la plupart des ouvrages sur la spéciation parapatrique:111. Désormais, les modèles sont subdivisés selon un format similaire. 
Charles Darwin fut le premier à proposer ce mode de spéciation. Ce n'est qu'en 1930 que Ronald Fisher publie La Théorie génétique de la sélection naturelle (en), où il expose un modèle théorique verbal de la spéciation clinale . En 1981, Joseph Felsenstein a proposé un modèle alternatif de « population discrète » (le « modèle d'étape » ). Depuis Darwin, de nombreuses recherches ont été menées sur la spéciation parapatrique - concluant que ses mécanismes sont théoriquement plausibles « et qu’il est très certainement intervenu dans la nature »:124. 

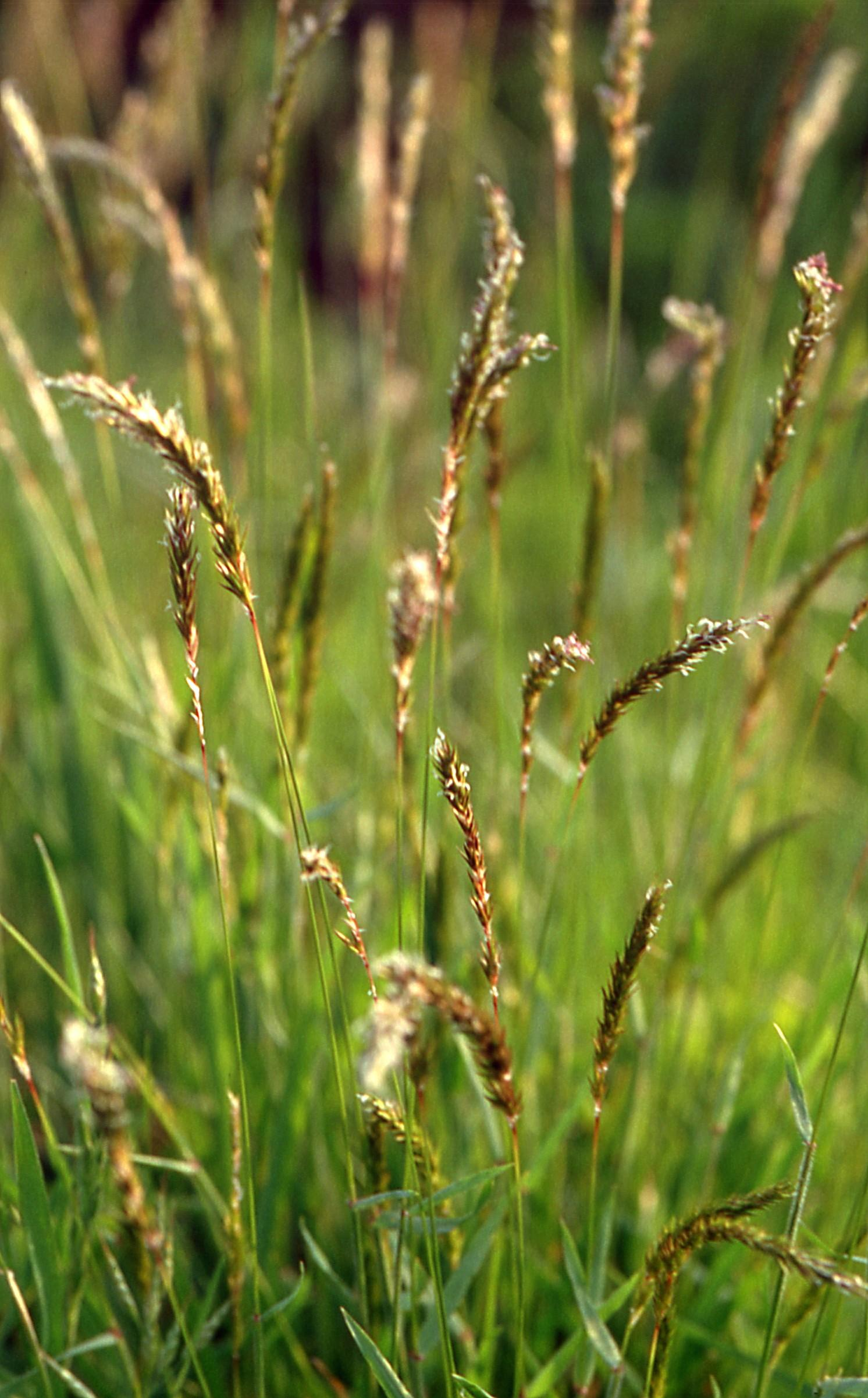
Anthoxanthum odoratum